# Belgische Topshots
In het voetbalseizoen 1995-1996 kwamen er Belgische Topshots (Flippo's met afbeeldingen van voetballers) op de markt. Van elke ploeg uit de Belgische Eerste Klasse van het voetbal kwamen er 11 topshots op de markt. Dat waren de volgende:
Aalst
1. Jan Van Steenberghe
2. Koen De Vleeschauwer
3. Fred van der Hoorn
4. Godwin Okpara
5. Stefan Van Riel
6. Yves Vanderhaeghe
7. Peter Van Wambeke
8. Harald Meyssen
9. Edwin van Ankeren
10. Kris Temmerman
11. David Paas

Anderlecht
1. Filip De Wilde
2. Bertrand Crasson
3. Georges Grün
4. Glen De Boeck
5. Celestine Babayaro
6. Danny Boffin
7. Emmanuel Karagiannis
8. Pär Zetterberg
9. Yaw Preko
10. Gilles De Bilde
11. Josip Weber

Antwerp
1. Yves Van Der Straeten
2. Wim Kiekens
3. Nico Broeckaert
4. Geert Emmerechts
5. Rudi Smidts
6. George Kulcsar
7. Krist Porte
8. Ronny Van Rethy
9. Cvijan Milosevic
10. Francis Severeyns
11. Manu Godfroid

Beveren
1. Peter Maes
2. Julien Lodders
3. Dirk Thoelen
4. Carl Massagie
5. Hans Belligh
6. Hervé Van Overtvelt
7. Krunoslav Jurcic
8. Marnik Bogaerts
9. Peter Meeusen
10. Sašo Udovič
11. Patrick Goots

Cercle Brugge
1. Yves Feys
2. Thierry Siquet
3. Wim Kooiman
4. Bert Lamaire
5. Alex Camerman
6. Ilie Stan
7. Tibor Selymes
8. Geoffrey Claeys
9. Kurt Soenens
10. Christophe Lauwers
11. Björn Renty

Charleroi
1. Istvan Gulyas
2. Roch Gérard
3. Fabrice Silvagni
4. Michel Rasquin
5. Rudy Moury
6. Raymond Mommens
7. Eric Van Meir
8. Marco Casto
9. Dante Brogno
10. Jean-Jacques Missé-Missé
11. Edi Krnčević

Club Brugge
1. Dany Verlinden
2. Dirk Medved
3. Paul Okon
4. Pascal Renier
5. Vital Borkelmans
6. Sven Vermant
7. Franky Van der Elst
8. Stephan Van der Heyden
9. Lorenzo Staelens
10. Robert Špehar
11. Mario Stanić

AA Gent
1. Patrick Deman
2. Axel Smeets
3. Suad Katana
4. Edin Ramcic
5. Kenny Verhoene
6. Tony Herreman
7. Frank Dauwen
8. Gunther De Meyer
9. Nico Vanderdonck
10. Sandy Martens
11. Pascal De Vreese

Germinal Ekeren
1. Philippe Vande Walle
2. Marc Schaessens
3. Bernard Wegria
4. Mike Verstraeten
5. Didier Dheedene
6. Rudy Janssens
7. Gabor Halmai
8. Eric Deflandre
9. Roger Lukaku
10. Gunther Hofmans
11. Tomasz Radzinski

Harelbeke
1. Ivan De Wilde
2. Nordine Hameg
3. Hein Vanhaezebrouck
4. Patrice Zéré
5. Kurt Deltour
6. Koen Sanders
7. Florin Frunza
8. Alain Declercq
9. Francis Couvreur
10. Félix-Michel Ngonge
11. Joris De Tollenaere

Lierse
1. Kris Mampaey
2. David Brocken
3. Eddy Snelders
4. Bart de Roover
5. Steve Goossen
6. Yves Serneels
7. Nico Van Kerckhoven
8. Karel Snoeckx
9. Kjetil Rekdal
10. Dirk Huysmans
11. José Zefilho De Sousa Santana

Lommel
1. Jacky Mathijssen
2. Jean-Claude Mukanya
3. Daniel Scavone
4. Eugène Hanssen
5. Tom Vander Vee
6. Harm van Veldhoven
7. Gert Cannaerts
8. Tom Van Mol
9. Marc Hendrikx
10. Ronny Van Geneugden
11. Miroslaw Waligora

KV Mechelen
1. Pierre Drouguet
2. Stijn Vreven
3. Davy Gysbrechts
4. Vital Vanaken
5. Didier Segers
6. Frank Leën
7. Joos Valgaeren
8. Jan-Pieter Martens
9. Alain Peetermans
10. Marcos Pereira
11. Alex Czerniatynski

RWDM
1. Dirk Rosez
2. Daniel Camus
3. Guy Vandersmissen
4. Daniël Nassen
5. Steve Laeremans
6. Gunter Jacob
7. Spira Grujić
8. Juri Vergueitchick
9. Harold Deglas
10. Marc Wuyts
11. Frédéric Pierre

Seraing
1. Harald Heinen
2. Serge Kimoni
3. Didier Quain
4. Rudy Ducoulombier
5. Benjamin Debusschere
6. Roberto Bisconti
7. Danny N'Gombo
8. Patrick Teppers
9. Wamberto de Jesus Sousa Campos
10. Edmilson Paulo Da Silva
11. Axel Lawaree

Standard Luik
1. Gilbert Bodart
2. Régis Genaux
3. Mircea Rednic
4. Dinga Amilton Villas Boas
5. Philippe Léonard
6. Alain Bettagno
7. Guy Hellers
8. Gunther Schepens
9. Dimitri de Condé
10. Michaël Goossens
11. Marc Wilmots

STVV
1. Marc Houdenaert
2. Tibor Balog
3. Chidi Nwanu
4. Stefan Molnar
5. Peter Voets
6. Rene Petersen
7. Bart Vanmarsenille
8. Erwin Coenen
9. Nico Curto
10. Anders Nielsen
11. Jean-Marie Abeels

Waregem
1. Francky Vandendriessche
2. Frank Bosmans
3. Bartel Dewaele
4. Fangio Buyse
5. Chris Van Geem
6. Jude Vandelanoitte
7. Flórián Urbán
8. Nick Descamps
9. Dirk Van Der Beken
10. Fode Camara
11. Souleymane Oulare

Opmerkingen
5 spelers zijn reeds overleden:
- Suad Katana op 9 januari 2005
- Régis Genaux op 8 november 2008
- Josip Weber op 8 november 2017
- Marc Houdenaert op 24 augustus 2021
- Serge Kimoni op 13 mei 2023